# 5678 ДюБрідж
5678 ДюБрідж  (5678 DuBridge) — астероїд головного поясу, відкритий 1 жовтня 1989 року.
Тіссеранів параметр щодо Юпітера — 3,060.